# The Professor's Romance (film 1914)
The Professor's Romance è un cortometraggio muto del 1914 diretto da Sidney Drew.

## Produzione
Il film fu prodotto dalla Vitagraph Company of America.

## Distribuzione
Distribuito dalla General Film Company, il film - un cortometraggio in una bobina - uscì nelle sale cinematografiche statunitensi il 23 dicembre 1914.